# 巴革县
巴革县（RTGS：Pak Kret），又译为白蒛，是泰国暖武里府的城市，坐落于昭拍耶河东岸的泰国中部地区平原，东临首都曼谷，南邻府会暖武里，北接巴吞他尼府。巴革县被视为曼谷大都会区（ Krung Thep Mahanakhon Lae Parimonthon，“曼谷及其周围府分”）的一部分。根据2016年的普查，其有人口188,227人，位列全国第三位。
巴革在18世纪时大城王国治下已有人定居，有不少孟族居民自大城王国晚期至拉达那哥欣王国早期移民至此，但其人口激增是在二战以后受临近首都曼谷刺激而造成。北革直至2000年4月才正式获认定升格为城市。
泰国国际学校协会（ISAT）总部坐落于巴革县。

## 名胜
- 哇故寺：吞武里王朝時代鄭王率領族難民遷移至此地時所建，為孟族建築藝術風格。
- 哇春巴坦冷實立寺：當代泰國著名的宣揚佛教教義的場所。
- 哇孟寺：孟族建築藝術風格，內供奉一尊大理石臥佛像，並有美麗的壁畫和浮雕。
- 孟族古瓷村：孟族人聚居地，仍保留其獨特的文化風俗習慣，其重要謀生職業為出產各種各樣的陶瓷制品，古色古香，遊客可參觀選購。
- 順丹奈園：位於昭拍耶河畔，為一種滿鮮花樹木的美麗花園，園裡備有泰式及孟族式建築物。
- 順提園：位於北革縣市場附近，一植物園，風景十分秀麗。
- 皇太后公園（Srinagarindra's Park）：一植物園，專供研究各種草藥的植物學性能。